# Eva (película de 1962)
Eva, estrenada en el Reino Unido como "Eve", es una película de 1962, coproducción de Italia y Francia, del género drama, dirigida por Joseph Losey, protagonizada por Jeanne Moreau, Stanley Baker, Virna Lisi. Su guion fue adaptado de la novela "Eve", un best-seller de James Hadley Chase publicado en 1945.
La música fue compuesta por Michel Legrand.

## Argumento
Un novelista galés es humillado en Venecia por una francesa interesada en el dinero que lo atrapa eróticamente.

## Reparto
- Jeanne Moreau: Eva Olivier
- Virna Lisi: Francesca Ferrari
- Stanley Baker: Tyvian Jones
- James Villiers: Alan McCormick
- Lisa Gastoni: la rusa pelirroja
- Riccardo Garrone: Michele
- Checco Rissone: Pieri
- Enzo Fiermonte: Enzo
- Giorgio Albertazzi: Branco Malloni